# Hushe-Tal
Das Hushe-Tal ist ein Tal im Distrikt Ghanche im pakistanischen Sonderterritorium Gilgit-Baltistan.

## Geografie
Das Hushe-Tal erstreckt sich über eine Höhe von etwa 2400 bis 3400 Metern im unteren Bereich und zeichnet sich durch eine äußerst komplexe Landschaft aus. Diese entsteht durch das Zusammenspiel verschiedener geologischer Prozesse wie Gletschererosion, Flussaktivität und Hangbewegungen. Das Tal ist von steilen Bergen umgeben und weist vielfältige Landformen wie Moränen, Schwemmfächer und Felsstürze auf.
Geologisch liegt das Tal an der Schnittstelle zweier unterschiedlicher Gesteinskomplexe: Im Osten dominieren plutonische Gesteine des Karakorum-Batholiths, während im Westen metamorphe Gesteine des Karakorum-Metamorph-Komplexes vorherrschen. Diese geologische Vielfalt beeinflusst die Verteilung der Landschaftsformen und die Dynamik der Naturprozesse im Tal.
Das Hushe-Tal ist eine wichtige Siedlungs- und Anbauzone im Karakorum und stellt aufgrund der aktiven geomorphologischen Prozesse eine Herausforderung für die dort lebende Bevölkerung dar. Die wissenschaftliche Kartierung und Analyse dieser Landformen sind Grundlage für die Bewertung geologischer Risiken und zur Entwicklung von Schutzmaßnahmen.
Im Hushe-Tal finden sich Spuren früherer natürlicher Flussaufstauungen, die vermutlich durch Hangrutschungen oder Murgänge verursacht wurden. Diese führten zur temporären Bildung von Paläoseen (ehemalige Seen), deren auffälligste Sedimente in der Umgebung des Dorfes Hushe dokumentiert sind. Dort weisen feinkörnige, gut geschichtete Ablagerungen auf einen einstigen See mit rund 4 km Länge und bis zu 140 m Sedimentmächtigkeit hin. Kleinere Vorkommen finden sich auch bei Kande, Kunde und Balegon.
Das Tal ist zudem stark durch gravitative Prozesse geprägt. Besonders an den steilen Westhängen treten regelmäßig Rinnen- und Rillenerosion sowie Felsstürze auf. In der Region um New Kande konnten Blockhalden mit Gesteinsbrocken von bis zu 10 m Durchmesser festgestellt werden. Teilweise stehen diese Prozesse im Zusammenhang mit dem Straßenbau, der zu lokaler Instabilität der Hänge führt.
Das vom Fluss Hushe geformte Tal verläuft vom Berg Masherbrum  (7821 m) und nahegelegenen Gletschern Richtung Süden bis zum Fluss Shyok gegenüber von Khaplu. Das Dorf Hushe liegt in der Mitte des Tals.
Das Tal ist bekannt für die umliegenden hohen Berge des Karakorum-Gebirges, darunter mehrere Gipfel über 6000 Meter, wie der Laila Peak, der K6 und der K7. Der Murtaza-Gipfel liegt mit 5100 m direkt hinter dem Basislager des K6.
Es gibt viele Untertäler in der Gegend, darunter Gondogor, Charkusa, Nagma, Nanbroq und Mashabrum.

## Tierwelt

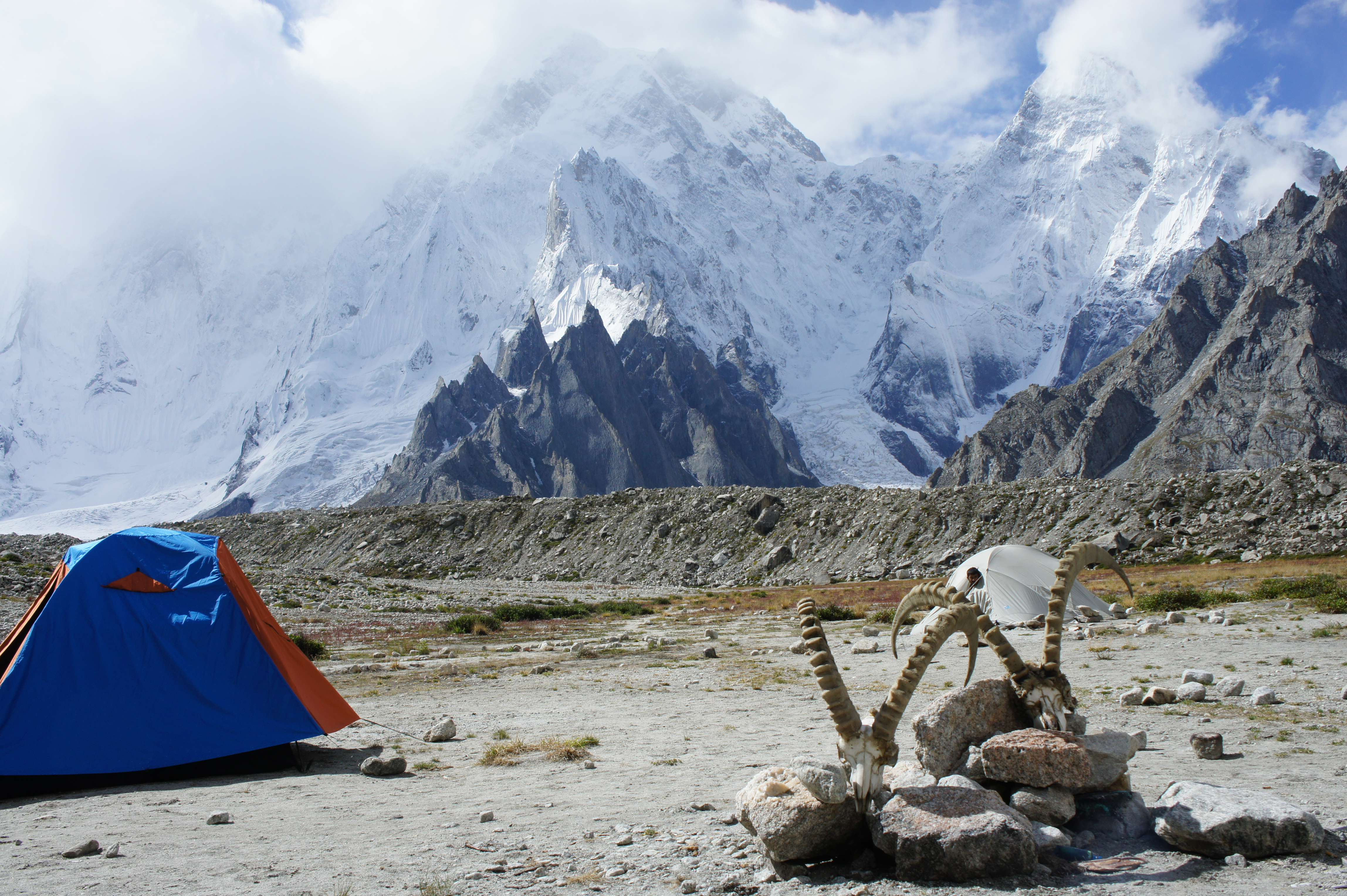
Hochlager mit Blick auf den K6 (7282 m) im Hushe-Tal:
Im Vordergrund sind zwei Hörnerpaare des Sibirischen Steinbocks zu sehen, die auf seine Präsenz in dieser hochalpinen Region hinweisen.

Im Hushe-Tal ist der Sibirische Steinbock (Capra sibirica), eine asiatische Wildziegenart aus der Gattung Capra, in den hochgelegenen, trockenen Gebirgsregionen weit verbreitet.

## Alpinismus

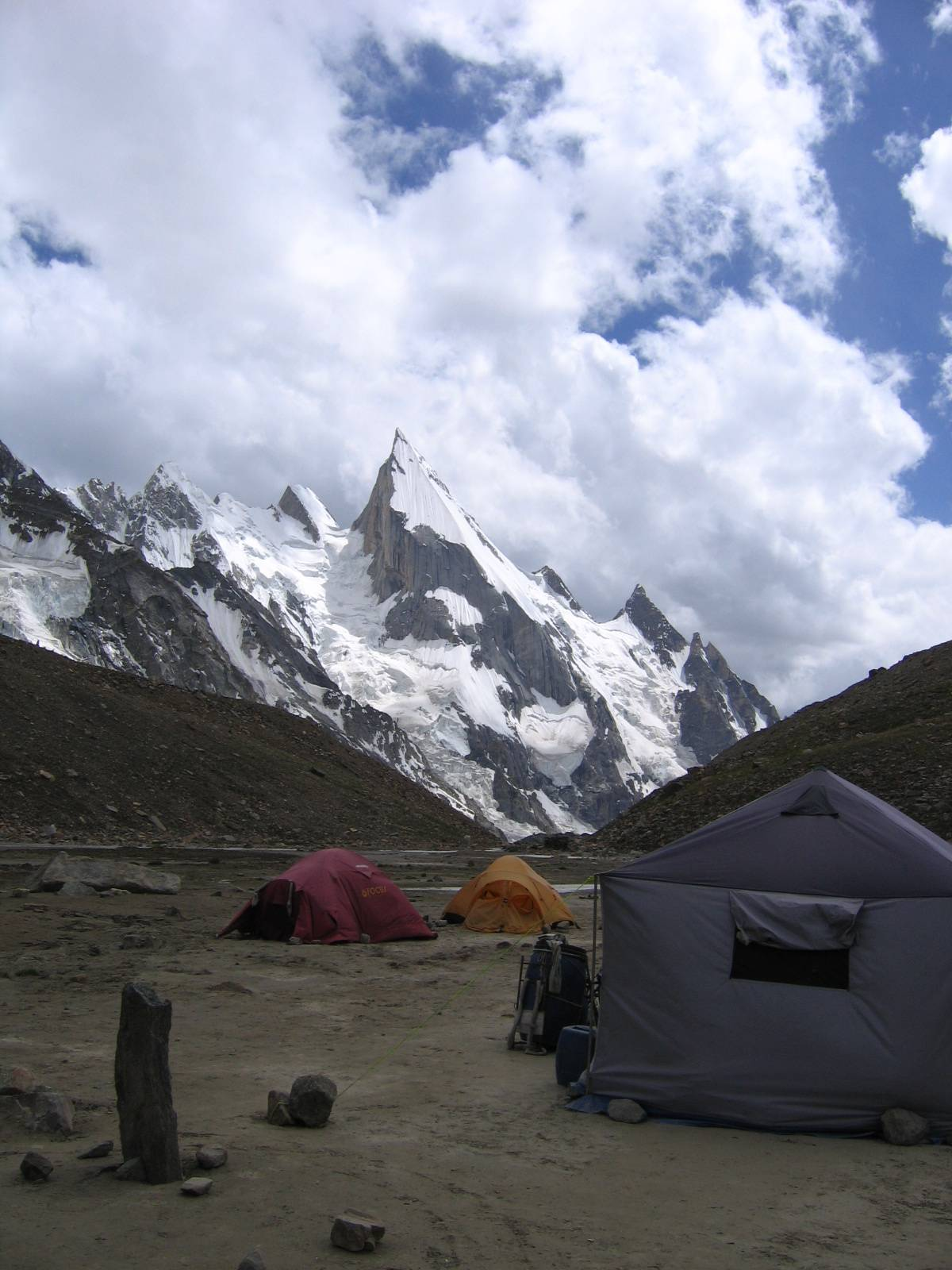
Der Laila Peak (6096 m) im Hushe-Tal: Markanter Berg im Karakorum mit typischer Sichelform; im Vordergrund ein Hochlager von Trekking- oder Expeditionsgruppen.

Das Hushe-Tal gilt als bedeutender Ausgangspunkt für Expeditionen und Trekkingtouren. Von hier aus werden zahlreiche Besteigungen umliegender Gipfel unternommen, darunter der markante Laila Peak sowie weitere Berge des Masherbrum-Gebiets. 
Das Hushe-Tal ist über eine Straße erschlossen und dient als Ausgangspunkt für Expeditionen in das zentrale Karakorum. Von dort aus führt ein rund 70 Kilometer langer Anmarsch über den Baltoro-Gletscher zu den Basislagern der Achttausender rund um den K2. Eine alternative Querung in das Tal verläuft über den 5.585 Meter hohen Gondogoro La Pass.